# 다마노에역
다마노에역(일본어: 玉之江駅 타마노에에키[*])은 일본 에히메현 사이조시에 있는 시코쿠 여객철도 요산선의 역이다. 역 번호는 Y35이며, 단선 승강장 1면 1선의 구조를 지닌 지상역이다.

## 역 주변
- 나카야마 강
- 국도 제196호선

## 역사
- 1963년 2월 1일 : 개업.
- 1987년 4월 1일 : 민영화에 따라, 시코쿠 여객철도로 이관.

## 인접 정차역
| 시코쿠 여객철도 요산선        | 시코쿠 여객철도 요산선 | 시코쿠 여객철도 요산선    |
| ----------------------------- | ---------------------- | ------------------------- |
| Y 34 이요코마쓰 다카마쓰 방면 | 요산 선                | 뉴가와 Y 36 마쓰야마 방면 |